# 辛西娅·M·比尔
辛西娅·M·比尔（1949年—）是一位美国人类学家，凱斯西儲大學体质人类学教授，美国国家科学院院士和美國哲學會会士。